# Alex Ferns
Alexander 'Alex' Ferns (Lennoxtown, 13 oktober 1968) is een Schots acteur.

## Biografie
Ferns werd geboren in Lennoxtown en woonde zeventien jaar in Zuid-Afrika waar hij drama studeerde aan de Universiteit van Kaapstad in Kaapstad. In 1991 keerde hij terug naar het Verenigd Koninkrijk. In 1996 is hij getrouwd met de Zuid-Afrikaanse actrice Jennifer Woodburne met wie hij twee zonen heeft.
Ferns begon in 1996 met acteren in de film The Ghost and the Darkness, waarna hij nog meerdere rollen speelde in films en televisieseries. Hij is vooral bekend van zijn rol als Trevor in de televisieserie EastEnders, waar hij in 112 afleveringen speelde (2000-2002). Met de deze rol won hij in 2002 tweemaal de British Soap Awards, in de categorieën Beste Nieuwkomer en Schurk van het Jaar.

## Filmografie

### Films
Uitgezonderd korte films.
- 2024 Godzilla x Kong: The New Empire - als Mikael
- 2022 The Batman - als Commissaris Pete Savage
- 2021 Danny Boy - als Gavin Wood
- 2021 Cash Truck - als John
- 2020 Knuckledust - als majoor Vaughn
- 2017 Romans - als Jo
- 2016 The Legend of Tarzan - als officier
- 2016 Hot Property - als J.P De Cock
- 2015 Legend - als McLean
- 2009 L'affaire Farewell - als agent écossais
- 2006 Low Winter Sun - als Liam Carnegie
- 2006 Shadow Man - als Schmitt
- 2005 Joyeux Noël - als luitenant Gordon
- 2003 Man Dancin' - als Jimmy Kerrigan
- 2000 Britannic - als Evans
- 1997 Black Velvet Band - als majoor Watson
- 1996 The Ghost and the Darkness - als Stockton

### Televisieseries
Uitgezonderd eenmalige gastrollen.
- 2023 Six Four - als Gordon Byrne - 3 afl.
- 2022 Andor - als Sgt. Kostek - 5 afl.
- 2021 The Irregulars - als Vic Collins - 4 afl.
- 2020 Barkskins - als Gay Bill - 4 afl.
- 2017-2018 River City - als Rick Harper - 9 afl.
- 2016 Wolfblood - als Alistair - 6 afl.
- 2014 The Passing Bells - als David - 3 afl.
- 2014 The Widower - als DCI Neil Thompson - 2 afl.
- 2006 Dream Team 80's - als Al Mackay - 3 afl.
- 2004 Making Waves - als Martin Brooke - 2 afl.
- 2000-2002 EastEnders - als Trevor - 112 afl.
- 2001-2002 De 9 Dagen van de Gier - als Brian - 7 afl.
- 1996 Rhodes - als John Grimmer - 4 afl.

### Computerspellen
- 2015 The Order: 1886 - als stem
- 2015 Grey Goo - als stem

- Gemeinsame Normdatei: 1061856739
- International Standard Name Identifier: 0000 0001 1493 4427
- Library of Congress Control Number: no2008031298
- Nationale Bibliotheek van Tsjechië: xx0075878
- Virtual International Authority File: 71194086
- WorldCat: E39PBJkhGFVJvhGwrQK6ctgkDq